# يوروكوبتر إي سي 635
يوروكوبتر إي سي 635 (بالإنجليزية: Eurocopter EC 635)‏ هي مروحية خفيفة متعددة الاستعمالات طورت بواسطة شركة يوروكوبتر كنسخة عسكرية عن المروحية يوروكبتر إي سي 135 (بالإنجليزية: Eurocopter EC 135)‏ وتستخدم المروحية بشكل أساسي لخدمات نقل القوات، وعمليات الإجلاء الطبي، ونقل البضائع كما بإمكانها تنفيذ مهمامات الإسناد القتالي المسلح. يمكن للمروحية حمل عدد يصل 8 أفراد من بينهم الطيار بالإضافة إلى حمولتها العسكرية وحمولتها التسليحية.

## الخصائص العامة
- الطاقم: 1 أو 2 طيار
- القدرة: ما يصل إلى 7 ركاب
- الطول: 10.21 م (33.5 قدم)
- الدوار قطره: 10.20 م (33.5 قدم)
- الطول: 3.62 متر (11.9 قدم)
- مساحة القرص: 81.7 متر مربع (880 قدم مربع)
- الوزن فارغة: 1,467 كلغ (3,234 رطل)
- الحمولة النافعه: 1,443 كغ (+3181 رطل)
- أقصى وزن الإقلاع: 2,910 كغ (+6415 رطل)
- السرعة القصوى: 278 كم بالساعة
- السرعة الانسيابية: 261 كم بالساعة
- المدى: 635 كيلومترا
- سقف الأرتفاع: 6.095 متر (20,000 قدم)
- معدل الصعود: 10.9 متر بالثانية (2,150 قدم بالدقيقة)

## التسلح
يمكن لليوروكوبتر إي سي 635 حمل برج في كل جانب من جوانبها الأثنين متعدد الاستعمالات يمكن تجهيزها بالأسلحة والمعدات التالية:
- 2 × صاروخ هيلفاير موجه بالليزر مضاد للدبابات علي كل جانب بمجموع اربعه صواريخ.
- 3 × صواريخ هوت فرنسية موجهة مضاد للدبابات على كل جانب بمجموع سته صواريخ.
- 2 × قاذفات صواريخ محموله علي كل جانب من نوع Herstal FZ321 من عيار 70 ملم بمجموع 12 صاروخ غير موجة.
- 2 × مدافع GIAT NC621 عيار 20 ملم مع 180 طلقة لكل منهما.

2* × مدافع 400 - Herstal HMP عيار 12.7 ملم رشاشه مع 400 طلقة لكل منهما.
- نظام MILDS AN/AAR-60 لاكتشاف إطلاق الصواريخ
- أنظمة دفاعية لإعاقة الصواريخ الحرارية والرإدارية

## المستخدمون
العراق
- القوة الجوية العراقية تعاقدت على شراء 24 طائرة عمودية يوروكوبتر لسلاح الجو.[1]

 الأردن
- سلاح الجو الملكي الأردني تشغل 14 مروحية يوروكوبنر إي سي 635 لحراسة الحدود ولخدمات الشرطة ومهمات الطوارئ الطبية [2]

 سويسرا
- سلاح الجو السويسري يشغل 18 مروحية يوروكوبتر للنقل والمهمات التدريبية.[3][4]